# Valbonne
 Valbonne  es una población y comuna francesa, en la región de Provenza-Alpes-Costa Azul, departamento de Alpes Marítimos, en el distrito de Grasse y cantón de Le Bar-sur-Loup.
La comuna se conoce también por el nombre de Valbonne Sophia Antipolis. Sophia Antipolis es una technopole dedicada a las tecnologías de la información, telecomunicaciones, multimedia, medicina y bioquímica.

## Demografía
| 960                       | 1 101 | 1 061 | 1 105 | 1 205 | 1 177 | 1 196 | 1 189 | 1 220 | 1 275 | 1 264 | 1 204 | 1 152 | 1 151 | 1 065 | 1 015 | 1 138 | 1 067 | 1 110 | 1 045 | 831 | 949 | 1 063 | 1 028 | 885 | 936 | 1 332 | 1 858 | 2 264 | 3 918 | 9 514 | 10 746 | 11 874 |
| (Fuente: Cassini e INSEE) |       |       |       |       |       |       |       |       |       |       |       |       |       |       |       |       |       |       |       |     |     |       |       |     |     |       |       |       |       |       |        |        |